# John Victor Mackay
John Victor Mackay (13 luglio 1891 – Los Angeles, 8 settembre 1945) è stato uno scenografo statunitense.
Prese parte a quasi 100 film tra il 1937 e il 1943. Ottenne tre volte la candidatura ai Premi Oscar nella categoria migliore scenografia, senza tuttavia mai vincere: nel 1938, nel 1940 e nel 1941.

## Filmografia parziale
- Mischa il fachiro (Manhattan Merry-Go-Round), regia di Charles Reisner (1937)
- Portia on Trial, regia di George Nichols Jr. (1937)
- La strage di Alamo (Man of Conquest), regia di George Nichols Jr. (1939)
- La belva umana (Dark Command), regia di Raoul Walsh (1940)
- Signora per una notte (Lady for a Night), regia di Leigh Jason (1942)